# Абразивне зношування
Абрази́вне зно́шування (рос. абразивное  изнашивание, англ. abrasive wear, нім. abrasiver Verschleiß m) — механічне зношування внаслідок дії твердих тіл або твердих частинок, які ріжуть чи дряпають поверхню матеріалу.
На процес абразивного зношування може впливати природа абразивних частинок, агресивність середовища, властивості поверхонь, що зношуються, ударна взаємодія, нагрівання та інші фактори. Загальним для абразивного зношування є механічний характер руйнування поверхні.

## Абразивне середовище
Тверді тіла або частинки, що взаємодіють з поверхнею матеріалу мають назву «абразивне середовище». У ролі такого середовища можуть виступати:
- нерухомо закріплені тверді зерна, які входять у контакт по дотичній або під невеликим кутом до поверхні деталі;
- не закріплені частинки, які входять у контакт з поверхнею деталі (наприклад, насипні вантажі при їх транспортуванні відповідними засобами, абразивні частинки в ґрунті при роботі сільськогосподарських машин і т.п.);
- вільні частинки, які перебувають у зазорах спряжень деталей;
- вільні абразивні частинки, які затягуються в потік рідиною або газом (гідроабразив).

## Механізми абразивного зношування
І. В. Крагельський розрізняє три основних види зношування: при пружному контакті, при пластичному відтисненні і при мікрорізанні.
Механізми абразивного зношування реалізуються у випадку, коли абразивні частинки вступають у контакт із поверхнею металевої деталі по дотичній. Абразивні частинки пружно деформують метал, залишаючись цілими або руйнуючись. Залежно від структури абразивного матеріалу і середовища абразивні зерна можуть втискуватися в це середовище чи відбиватись або навіть виходити із зони контакту. Абразивна частинка втискується в метал деталі, якщо вона має більшу твердість, аніж металічне зерно, і міцність, достатньою для сприйняття навантаження, необхідного для втискування в метал.
Втиснена частинка при русі відносно поверхні може дряпати або зрізувати мікроскопічну стружку. Різання може початися тільки при певному відношенні глибини проникнення абразиву до радіуса заокруглення його граней. І.В. Крагельський вважає, що критерієм переходу від пластичного відтиснення до сколювання металу служить відношення глибини проникнення до радіусу сфери (контактуючого виступу). Значення {\displaystyle {\frac {h}{R}}\leq 0,3} відповідає пластичному відтисненню металу. При глибшому проникненні сфери спостерігається сколювання металу. 
Аналітична перевірка цих положень показала, що найбільш можливим механізмом абразивного зношування при взаємодії з мастилом і газом представляється пластична деформація одних і тих же
мікрооб'ємів металу (передеформація), в результаті якого спостерігається втомне руйнування поверхневого шару металу.
Механізми абразивного зношування полімерних матеріалів визначаються ступенем їх еластичності. У високоеластичний матеріал — ґуму, вулкалан, поліуретановий вулканізат та інші, абразивні частинки легко втискуються, не викликаючи пластичної деформації навіть при глибокому контакті. Абразивне зерно переміщується по поверхні. Сили тертя спереду зерна викликають стиснення, а позаду нього — розтяг. Під дією багатократних напружень на розтяг відбуваються мікрозриви, частина матеріалу з поверхні виноситься з утворенням хвилеподібного рельєфу з виступів і впадин у напрямку, перпендикулярному до руху абразиву.

## Прояви абразивного зношування у техніці
Абразивне зношування виникає при контактуванні з ґрунтом, рудою, вугіллям і породою, золою, попелом, пилом, які потрапляють на поверхню тертя, металічною стружкою, окисними плівками, які закріпилися на поверхні тертя або руйнування, нагаром і продуктами зношування.
Абразивному зношуванню підлягають деталі сільськогосподарських машин, дорожньо-будівельних, гірничих, транспортних машин і засобів транспортування, вузли металургійного обладнання, металорізальних верстатів, шасі літаків, робочі колеса турбін, труби і насоси земснарядів, лопатки газових турбін, труби водяних економлайзерів і парових котлів, обладнання нафтової і
газової промисловості, підшипники валів гребних коліс, підшипники гребних валів суден і т.п.